# Висше транспортно училище
Висшето транспортно училище „Тодор Каблешков“ се намира в София, България. Създадено е като Държавно железопътно училище с Царски указ № 60 от 1922 г.

## 1922 – 1928 г.
Училището се открива на 1 април 1922 година и има напълно военна организационна структура. Учениците са поставени при казармени условия с пълен интернат при спазване на уставните изисквания, както в редовната армия. Училището е разквартирувано на ул. „Витоша“ № 69, дотогавашната жп гара „Перловец“ (в района на Национален дворец на културата) в казармените сгради на бившата железопътна дружина. То има два профила – среден и професионален отдел с по две специалности. В средния – станционна и машинна, а в професионалния – превозна и строителна. Курсът на обучение и за двата отдела е четири години теория и практика, от които последната е предимно практика в Български държавни железници. На завършилите средния отдел се признава съответното образование: на локомотивните машинисти – средно техническо, на чиновниците по движението и търговската служба – средно специално на завършилите професионалния отдел – професионално образование. През този първи период са подготвени шест випуска. Курсът на обучение е четири години. За нуждите на железниците са подготвени 150 локомотивни машинисти и 184 чиновници по движението – в средния отдел, а в професионалния – 116 влакови кондуктори и 169 надзиратели по поддържане на железния път.

## 1928 – 1945 г.
Със заповед № 10 от 1928 г. на министъра на войната генерал-майор Иван Вълков Държавното железопътно училище се реорганизира в жп полк, а началника му става негов командир. Друго съществено изменение е получаваното образование на успешно завършилите. Възпитаниците на средния отдел и за двете специалности (машинна и станционна) получават полувисше образование, а тези от професионалния отдел (превозна и строителна специалност) – средно специално жп образование. Ползването на правото на полувисше образование обаче се ползва само за системата на Министерство на железниците, пощите и телеграфите. Извън ведомството образователния ценз е приравнен на средно техническо образование.
В периода 1928 г. – 1945 г. са подготвени 15 випуска. В средния отдел са подготвени и изпратени в железопътния транспорт 630 локомотивни машиниста и 921 ръководители по движението и търговската експлоатация. В професионалния отдел – 485 влакови кондуктори и 577 надзиратели по поддържането на железния път.

## 1945 – 1950 г.
С Постановление на Министерски съвет (ПМС) № 3 от 29 ноември 1945 Държавното ЖП училище е реорганизирано в Държавно средно училище към Министерството на железниците, пощите и телеграфите. С това е премахната чисто военната форма на обучение, като казармения режим е заменен от полувоенен, при който на завършилите се признава отбита военна служба. През този период са подготвени пет випуска. На завършилите средния отдел се признава полувисше образование. Специалностите са две: „Машинно-локомотивна“ – завършена от 165 души и „Движение и търговска“ – завършена от 317 души. Професионалния отдел се закрива през 1947 г. Завършват със средно специално образование 157 влакови кондуктори, 171 надзирателя и 23 техници по поддържане на железния път.

## 1950 – 1958 г.
На основание ПМС № 7 от 3 октомври 1949 г. и Заповед № 52 от 31 януари 1950 г. на министъра на транспорта всички училища и школи от 1 януари 1950 г. се поставят под единно централно ръководство, осъществявано от отдел „Кадри“ и преминават на издръжка към бюджета на Министерство на транспорта. С тази заповед става и преименуването на училището в Средно транспортно училище. В него започват да се приемат и девойки. Техният брой е бил доста ограничен и са се обучавали заедно с младежите в общи класове – за ръководители по движението и търговската служба. Срокът за обучение бил четири години, а при завършване се получавало средно техническо образование. Имало два отдела: среден и практически отдел. В средния се подготвят локомотивни машинисти, ръководители по движението и търговска служба, машинни техници и строителни техници. В практическия отдел са се подготвяли помощник локомотивни машинисти и шлосери по ремонта на подвижния състав. Със Заповед № 802 от 13 декември 1951 г. на министъра на транспорта от следващата година Средното транспортно училище е преименувано на Транспортен техникум. Премахва се средния отдел, понеже не се включва в понятието „техникум“, а практическия е наречен „промишлен“ и от същата година преминава към Главно управление на трудовите резерви към Министерски съвет. В Транспортния техникум се подготвят средни изпълнителски кадри за железопътния транспорт по следните специалности: Експлоатация на железопътния транспорт – ръководител по движението и търговската служба, Експлоатация на железопътния транспорт – началник влак, Експлоатация и ремонт на подвижния състав – локомотивен машинист, Експлоатация и ремонт на подвижния състав – вагонен техник, строителство и поддържане на железните пътища. Подготвени са девет випуска: 562 локомотивни машиниста, 1015 ръководители по движението, 279 машинни техници и 217 строителни техници.

## 1958 – 1984 г.
С ПМС № 76 от 13 май 1958 г. от началото на учебната 1958/1959 година Транспортният техникум се преобразува в Полувисш железопътен институт (ПЖИ) с тригодишен срок на обучение. В ПЖИ има три отдела: полувисш, среден и практически. В полувисшия отдел са същите пет специалности, като през 1960 г. се открива нова: Автоматика и телемеханика в железопътния транспорт. В средния отдел са се приемали курсисти за вечерно и задочно обучение, а в практическия са се обучавали младежи за пом. локомотивни машинисти.
С ПМС № 118 от 24 юли 1962 г. училището е преобразувано във военно. Установен е напълно военен режим и обучаемите се подчиняват напълно на Уставите на въоръжените сили на Народна република България. Годишния прием достига до 900 души. Специалностите са:
- Експлоатация на железопътния транспорт – ръководител по движението и търговската служба;
- Експлоатация на железопътния транспорт – началник влак;
- Експлоатация и ремонт на подвижния състав – локомотивен машинист;
- Експлоатация и ремонт на подвижния състав – вагонен техник;
- Строителство и поддържане на железните пътища;
- Автоматика и телемеханика в железопътния транспорт.

От 1964 г. локомотивната специалност се разделя на дизелови и електрически локомотиви. От 1971 до 1976 г. се откриват още две специалности:
- Проектиране и внедряване на АСУ в транспорта;
- Поддържане, експлоатация и ремонт на АСУ в транспорта.

От 1981 г. се открива специалността „Ремонт, поддържане и експлоатация на жп строителна механизация“, от 1983 г. – „Подемно-транспортни и пътно строителни машини“.
През този период са подготвени 26 випуска, 5015 локомотивни машиниста, 3823 ръководители по движението, 531 началник влакове, 1921 вагонни техници, 1653 строителни техници поп железния път, 1266 електромеханици, 224 организатора и 85 техници по АСУ в транспорта
С указ № 671 от 22 септември 1967 г. ПЖИ приема за свой патрон Тодор Каблешков, първият българин – началник на железопътна гара (Белово).

## 1984 – 2000 г.
С Указ на Държавния съвет № 1562 от 21 май 1984 г. ПЖИ „Тодор Каблешков“ се преобразува във Висше военно транспортно училище „Тодор Каблешков“. Определя се срокът на обучение в двете квалификационни равнища – пет години за висшия курс и три години за полувисшия. Видовете специалности във висшия курс, квалификацията „инженер-оператор в транспорта“ и други. Професионалните направления и специалностите във висшия курс са съобразени с утвърдената номенклатура в страната. Поради общия характер на професионалната дейност специалностите в полувисшия курс също са отнесени към съответните професионални направления.
- Направление „Машиностроене и уредостроене“
  - Висш курс:
    - Технология и организация на жп транспорта;
    - Железопътна техника;
    - Подемно-транспортни пътни и строителни машини.

  - Полувисш курс:
    - Технология и организация на жп транспорта;
    - Железопътна техника – ел. локомотиви;
    - Железопътна техника – дизелови локомотиви;
    - Железопътна техника – вагони;
    - Подемно-транспортни пътни и строителни машини.
- „Строителство“
  - Висш курс:
    - Транспортно строителство;

  - Полувисш курс:
    - Транспортно строителство;
- „Електроника и автоматика“
  - Висш курс:
    - Съобщителна и осигурителна техника и системи;

  - Полувисш курс:
    - Съобщителна и осигурителна техника и системи;

Изградени са по подобие на гражданските висши учебни заведения 18 катедри, ръководени от опитни хабилитирани научно-преподавателски кадри.

## От 2000 г.
На 31 август 2000 г., в изпълнение на разпоредбите на „Закона за преобразуване на Строителни войски, Войските на министерството на транспорта и Войските на комитета по пощи и далекосъобщения в държавни предприятия“ (обнародван в ДВ бр. 57 от 2000 г.) училището е девоенизирано. Оттогава то се нарича Висше транспортно училище (ВТУ) „Тодор Каблешков“ и е със статут на държавно висше специализирано училище и привежда структурите си в съответствие със Закона за висшето образование.
Училището обучава студенти за образователно-квалификационна степен „бакалавър“ по следните специалности:
- Автомобилна техника;
- Технология и управление на транспорта;
- Електроенергетика и електрообзавеждане;
- Железопътна техника;
- Транспортно строителство;
- Икономика на транспорта;
- Комуникационна и осигурителна техника;
- Индустриален мениджмънт;
- Инженерна логистика и строителна техника;
- Счетоводство и анализ в транспорта;
- Управление на технически системи за екология и логистика;
- Корабна механика;
- Корабоплаване.

Програмите за образователно-квалификационната степен „магистър“ са по следните специалности:
- Автомобилна техника;
- Автотехническа експертиза;
- Автоматизирано проектиране в машиностроенето;
- Геотехника и инженерна геология;
- Двигатели с вътрешно горене;
- Електроенергетика и електрообзавеждане;
- Електроенергетика от възобновяеми енергийни източници;
- Електромобили;
- Железопътна техника;
- Икономика на транспортна фирма;
- Икономика на малките и средни предприятия;
- Инвестиционно проектиране в екологията и логистиката;
- Инженерна логистика и строителна техника;
- Комуникационна и осигурителна техника;
- Мрежова и информационна сигурност;
- Надзор и експлоатация на хидротехнически съоръжения;
- Технология и управление на транспорта;
- Технически надзор и експлоатация на съоръжения с повишена опасност;
- Транспортно строителство;
- Транспортен мениджмънт и логистика;
- Управление на проекти;
- Управление на рискови технологични процеси.

Факултетите са три:
- Техника и строителни технологии в транспорта с катедри:
  - Транспортна техника;
  - Подемно-транспортни и строителни машини и системи;
  - Транспортно строителство и съоръжения;
  - Механика.
- Комуникации и електрообзавеждане в транспорта с катедри:
  - Съобщителна и осигурителна техника и системи;
  - Електроснабдяване и електрообзавеждане в транспорта;
  - Електротехника и физика;
  - Математика и информатика.
- Транспортен мениджмънт с катедри:
  - Технология, организация и управление на транспорта;
  - Икономика и счетоводство в транспорта;
  - Хуманитарни науки и чужди езици;
  - Машинни елементи, материалознание и химия.

В структурата на ВТУ „Тодор Каблешков“ е функционирал и Транспортният колеж. Обучавал е студенти за образователно-квалификационна степен „специалист“ по следните специалности:
- Транспортна техника и технологии;
- Технология и управление на транспорта;
- Транспортно строителство;
- Комуникационна и осигурителна техника;
- Инженерна логистика и строителна техника;
- Електроенергетика и електрообзавеждане;
- Счетоводство и контрол.

## Наименования
През годините училището носи различни имена според претърпените реорганизации:
- Държавно железопътно училище (1922 – 1945)
- Държавно средно (практическо) железопътно училище (1945 – 1949)
- Средно транспортно училище (1950 – 1951)
- Транспортен техникум (1951 – 1958)
- Полувисш железопътен институт (1958 – 21 май 1984)
- Висше народно военно транспортно училище „Тодор Каблешков“ (21 май 1984 – 1993)
- Висше военно транспортно училище „Тодор Каблешков“ (1993 – 2000)
- Висше транспортно училище „Тодор Каблешков“ (от 2000)

## Ръководители на ВТУ „Тодор Каблешков“
| №   | длъжност     | име                                                 | дати                             |
| --- | ------------ | --------------------------------------------------- | -------------------------------- |
| 1.  | началник     | полк. Георги Вълков                                 | 1 април 1922 – 1 април 1924      |
| 2.  | началник     | полк. Траян Драганов                                | 1 април 1924 – 26 март 1925      |
| 3.  | началник     | полк. Милевой Бакърджиев                            | 26 март 1925 – 13 септември 1928 |
| 4.  | началник     | полк. Илия Сарълиев                                 | 13 септември 1928 – 25 май 1931  |
| 5.  | началник     | полк. Борис Колчев                                  | 25 май 1931 – 26 април 1933      |
| 6.  | началник     | полк. Васил Милошев                                 | 26 април 1933 – 20 май 1934      |
| 7.  | началник     | полк. Никола Данаилов                               | 1934 – 10 май 1935               |
| 8.  | началник     | полк. Петър Петрунов                                | 10 май 1935 – 11 юни 1936        |
| 9.  | началник     | полк. Никола Христов                                | 11 юни 1936 – 1 март 1938        |
| 10. | началник     | полк. Георги Лекарски                               | 10 март 1938 – 1 март 1941       |
| 11. | началник     | полк. Симеон Дейнов                                 | 18 декември 1941 – 10 май 1944   |
| 12. | началник     | полк. Джендо Тодоров                                | 15 октомври 1944 – ноември 1945  |
| 13. | директор     | доц. Нако Дойнов                                    | 1945 – 1946                      |
| 11. | директор     | доц. инж. Светослав Матакиев                        | 1946 – 1947                      |
| 12. | директор     | Георги Иванов                                       | 1947 – 1951                      |
| 13. | директор     | Марин Маринов                                       | 1951                             |
| 14. | директор     | Георги Рангелов                                     | 1952 – 1960                      |
| 15. | директор     | инж. Минчо Марков                                   | 1961 – 1962                      |
| 16. | началник     | полк. Никола Жеков                                  | 1962 – 1965                      |
| 17. | началник     | полк. Йордан Златански                              | 1965 – 1970                      |
| 18. | началник     | ген.-майор доц. Григор Жотев                        | 1970 – 4 август 1989             |
| 19. | началник     | полк. доц. д-р инж. Георги Генчев                   | 4 август 1989 – 25 март 1992     |
| 20. | началник     | полк. (ген.-майор от 1993) доц. д-р Стефан Бъчваров | 25 март 1992 – 1993              |
| 21. | внд началник | полк. инж. Тодор Соколов                            | 1993                             |
| 22. | началник     | полк. инж. Михаил Карамаринов                       | декември 1993 – 25 юли 1997      |
| 23. | началник     | ген.-майор доц. д-р инж. Тодор Лъжански             | 25 юли 1997 – 8 септември 2000   |
| 24. | ректор       | доц. д-р инж. Йордан Петков                         | 8 септември - ноември 2000       |
| 25. | ректор       | проф. д.т.н. инж. Ненчо Ненов                       | ноември 2000 – 2008              |
| 26. | ректор       | проф. д.т.н. инж.-мат. Петър Колев                  | 2008 – 2016 г.                   |
| 27. | ректор       | проф. д-р инж.-икон. Даниела Тодорова               | от 2016 г.                       |